# 안병무
안병무(安炳茂, 1922년 6월 23일~1996년 10월 19일)는 대한민국의 신학자이며 한신대학교의 교수였다. 민중신학의 창시자로 불린다. 호는 심원(心園)이다.

## 생애
1922년 평안북도 안주에서 태어났으며, 간도에서 청소년기를 보냈다. 서울대학교에서 사회학을 전공했고, 하이델베르크대학교에서 불트만 학파의 귄터 보른캄의 지도하에 신학박사 학위를 받았다. 1967년 여성운동가 박영숙과 결혼했고, 박영숙과의 사이에 아들을 두었다. 1973년 한국신학연구소를 설립하여, 한국의 민중신학 연구에 몰두했다. 현재도 한국신학연구소는 계간지 《신학사상》(神學思想)와 신학서적들을 간행하고 있으며, 진보적인 기독교출판사 중 한 곳으로 평가받는다. 안병무는 1953년 5월 17일 한국기독교장로회 향린교회를 홍창의 등 12명의 형제들과 함께 ① 생활공동체 ② 입체적 선교공동체 ③ 평신도교회 ④ 독립교회라는 네 가지 창립정신을 가지고 설립하였다. 저서로는 성서연구서 《역사와 해석》(1981년作, 대한 기독교 출판사 刊),《갈릴래아의 예수》 등이 있다.

## 일생
- 1922. 6. 23 평남 안주군 신안주면 운송리에서 아버지 안봉식 어머니 정원숙의 맏아들로 출생
- 1940.12.15 (간도 용정) 은진중학교 졸업
- 1943. 8.10 (일본) 대정대학 문학부 예과 3년 수료
- 1950. 5. 5 서울대학교 문리과 대학 사회학과에서 문학사 학위 받음
- 1965. 7. 5 독일 하이델베르크 대학교 신학부에서 신학박사 학위 받음
- 1950.5-1970.4 중앙신학교(현 강남대학교) 교수
- 1951 월간지 『야성』 창간, 발행인
- 1953.5 평신도 교회 설립(현 향린교회의 모체)
- 1965.9-1966.3 대전 감리교 신학대학(현 목원대학) 강사
- 1965.9-1969.2 중앙신학교 교장
- 1966.9-1969.9 연세대학교 연합신학 대학원 강사
- 1968.9-1970.4 한국신학대학 및 대학원 강사
- 1969.3-1971.3 숭실대학교 강사
- 1969.7-1980.8 월간 『현존』 창간, 발행인
- 1970.5-1975.6 한국신학대학 교수
- 1973.5-1991.6 <한국신학연구소> 설립. 소장으로 봉직
- 1975.6 교수직 강제 해직(제1차)
- 1976.3-1977.2 "3.1민주구국선언" 사건으로 옥고를 치름
- 1980 개신교 수녀회인 <한국디아코니아 자매회> 설립
- 1980.2-1980.5 한국신학대학 교수(제1차 복직)
- 1980.8 교수직 강제 해직(제2차)
- 1984.7-1987.8 한신대학교 교수(제2차 복직), 대학원장, 평화연구소 소장
- 1987.8 한신대학교 정년 퇴임
- 1988.-1996. 10 한신대학교 명예 교수
- 1990. 한국기독교장로회 통일연구위원회 위원장
- 1994.6.10-1996.7.10 재단법인 <천원>(현 재단법인 <아우내>) 이사장
- 1996.7.10-1996. 10  재단법인 <아우내> 명예 이사장
- 1996.10. 19 오전 1시 서울풍납동 중앙병원에서 심장질환(심근경색)으로 별세. 향년74세.

## 같이 보기
- 한국기독교장로회
- 한백교회
- 향린교회
- 박성준
- 박영숙
- 이영환
- 장하구
- 홍창의
- 김재준
- 함석헌
- 서남동